# Létricourt
Létricourt ist eine französische Gemeinde mit 226 Einwohnern (Stand: 1. Januar 2022) im Département Meurthe-et-Moselle in der Region Grand Est (bis 2015 Lothringen). Die Gemeinde gehört zum Arrondissement Nancy und zum Kanton Entre Seille et Meurthe.

## Lage
Létricourt liegt etwa 22 Kilometer nordnordöstlich von Nancy an der Seille, die die Gemeinde im Osten begrenzt. Umgeben wird Létricourt von den Nachbargemeinden Abaucourt im Nordwesten und Norden, Thézey-Saint-Martin im Norden und Nordosten, Craincourt im Osten, Aulnois-sur-Seille im Südosten, Chenicourt im Süden, Jeandelaincourt im Südwesten sowie Nomeny im Westen und Nordwesten.

## Geschichte
Während der Kriege 1870/71 und 1914–1918 lag Létricourt zeitweise an der Front.

### Bevölkerungsentwicklung
| Jahr                       | 1962 | 1968 | 1975 | 1982 | 1990 | 1999 | 2006 | 2019 |
| Einwohner                  | 164  | 151  | 140  | 154  | 179  | 218  | 218  | 229  |
| Quellen: Cassini und INSEE |      |      |      |      |      |      |      |      |

## Sehenswürdigkeiten
- Kirche Saint-Remy, 1918 wieder errichtet

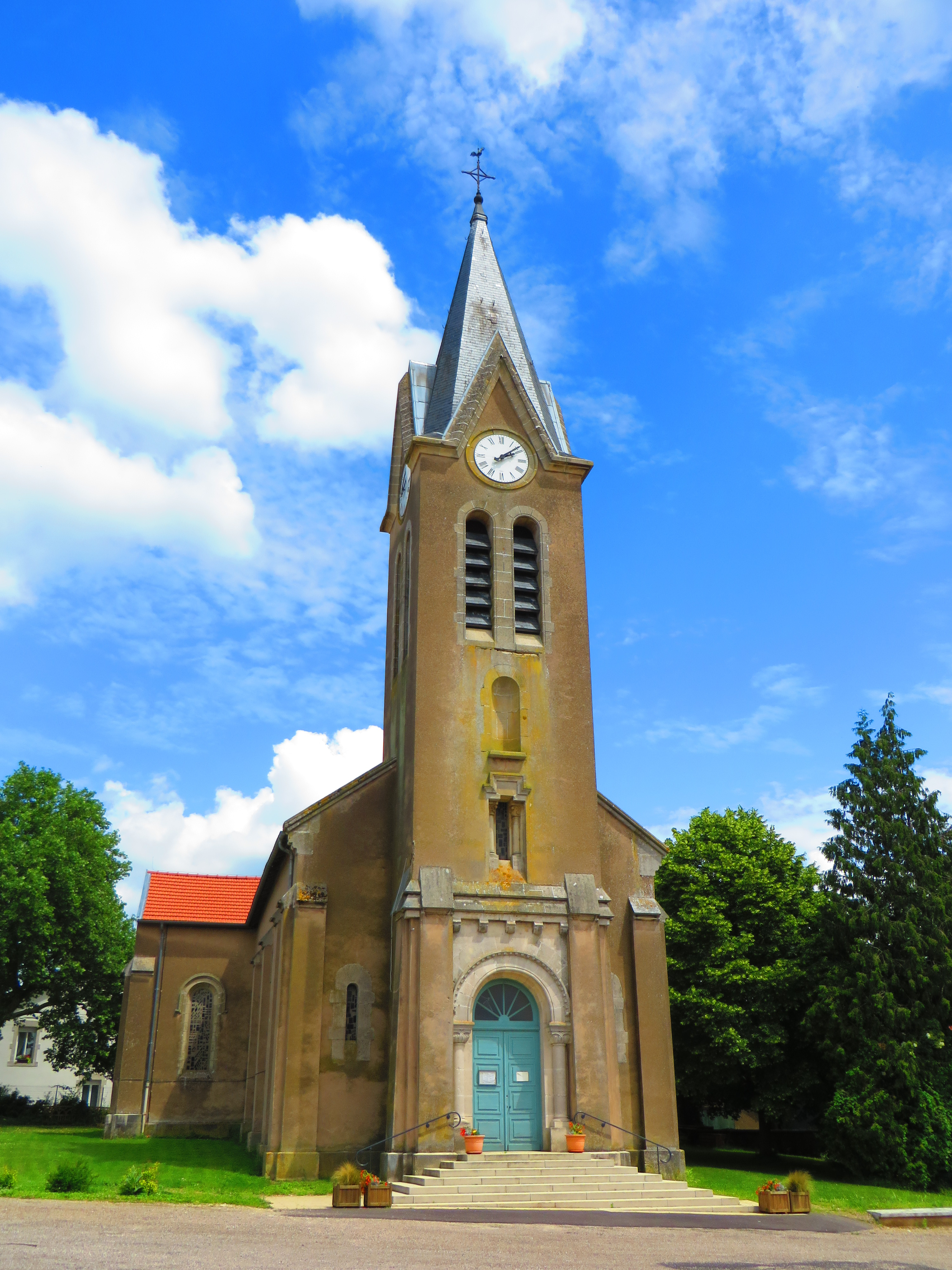
Kirche Saint-Remy